# Más allá de la angustia
Más allá de la angustia é uma telenovela mexicana, produzida pela Televisa e a Colgate-Palmolive, cuja exibição ocorreu em 1959 pelo Telesistema Mexicano.

## Elenco
- Dalia Íñiguez
- Alicia Montoya
- Silvia Suárez
- Silvia Caos
- Nicolás Rodríguez
- Raúl Farell
- Francisco Jambrina
- Fanny Schiller
- Magda Guzmán